# Archives de la Zone Mondiale
Archives de la Zone Mondiale, aussi abrégé AZM, est un label indépendant français de musique fondé en 2013.

## Histoire
Le label est installé dans la Drôme et réédite les albums de la scène rock alternatif pour « casser le marché du collector »,. Son nom fait référence à la Zone Mondiale, un concept inventé par le groupe Bérurier Noir dans les années 1980. Son activité éditoriale reprend partiellement le relais du label Folklore de la Zone Mondiale, à la suite de l'arrêt de celui-ci en 2007. Le label discographique s'inspire des labels de l'époque (Bondage Records, Gougnaf Mouvement, VISA) en diffusant des groupes punks emblématiques comme Bérurier Noir, afin de donner un aperçu de la cohérence de la scène du rock alternatif des années 1980, que ce soit par l'intermédiaire de leurs albums ou de livres spécialisés. Le leitmotiv principal du label est de rendre accessible des disques vinyles parfois devenus rares.
Le 11 novembre 2020, comme de nombreux autres éditeurs[réf. nécessaire], le label refuse dorénavant de vendre ses livres sur Amazon. En 2021, le label se dote d'un atelier de sérigraphie artisanale nommé "Série Noire".

## Catalogue
- AZMLP01 - Bérurier Noir - Nada
- AZMLP02 - Bérurier Noir - Macadam Massacre
- AZMLP03 - Bérurier Noir - Concerto pour détraqués
- AZMLP04 - Bérurier Noir - Joyeux Merdier
- AZMLP05 - Bérurier Noir - Abracadaboum
- AZMLP06 - Bérurier Noir - Ils veulent nous tuer
- AZMLP07 - Bérurier Noir - Souvent fauché, toujours marteau
- AZMLP08 - Bérurier Noir - Viva Bertaga
- AZMLP09 - Bérurier Noir - Chants Des Meutes
- AZMLP10 - Bérurier Noir - Invisible
- AZMLP11 - Heyoka - Demain Sera
- AZMLP12 - René Binamé - Noël Etc.
- AZMLP13 - Lucrate Milk - I Love You Fuck Off
- AZMLP14 - Haine Brigade - Sauvages
- AZMLP15 - Ludwig Von 88 - Sprint
- AZMLP16 - Ludwig Von 88 - Tout pour le trash
- AZMLP17 - René Binamé - 71-86-21-36
- AZMLP18 - Ludwig Von 88 - 17 plombs pour péter les tubes
- AZMLP19 - Ludwig Von 88 - Prophètes et Nains de jardin
- AZMLP20 - Ludwig Von 88 - La révolution n'est pas un dîner de gala
- AZMLP21 - Ludwig Von 88 - Houla la !
- AZMLP22 - Ludwig Von 88 - Houlala 2 : La Mission
- AZMLP23 - Les Rats - Téquila
- AZMLP24 - Les Rats - C'est bien parti pour ne pas s'arranger
- AZMLP25 - Les Rats - Zarma & Craoued
- AZMLP26 - René Binamé - Késtufé du wéékend
- AZMLP27 - René Binamé - Le temps payé ne revient plus
- AZMLP28 - Les Rats - De Prisa
- AZMLP29 - Ludwig Von 88 - Ce jour heureux est plein d'allégresse
- AZMLP30 - Ludwig Von 88 - Hiroshima
- AZMLP31 - Parabellum - Gratuit : 2 morceaux en moins !
- AZMLP32 - Parabellum - Quatre garçons dans le brouillard
- AZMLP33 - Molodoï - Dragon libre
- AZMLP34 - Ludwig Von 88 - Disco Pogo Nights
- AZMLP35 - Ludwig Von 88 - 20 chansons optimistes pour en finir avec le futur
- AZMLP36 - Heyoka - État des lieux
- AZMLP37 - Les Cadavres - Existence saine
- AZMLP38 - Les Cadavres - Le Bonheur c'est simple comme un coup de fil
- AZMLP39 - Les Cadavres - L'Art de mourir
- AZMLP40 - Les Cadavres - Autant en emporte le sang
- AZMLP41 - Les Cadavres - Au terminus de l'histoire
- AZMLP42 - Molodoï - Irrécupérables
- AZMLP43 - Molodoï - En avant !!!
- AZMLP44 - Les Cadavres - La Catastrophe n'est plus a venir, elle est déjà là !
- AZMLP45 - Karim Berrouka - Le Club des punks VS Apocalypse Zombie
- AZMLP50 - Bérurier Noir - La Bataille de Pali-Kao (Meilleurs extraits des deux concerts à Paris)
- AZMLP51 - Ludwig Von 88 - L'Hiver des crêtes
- AZMLP666 - Mon Dragon - Nambla